# Andrej Martin
Andrej Martin (Bratislava, 20 settembre 1989) è un tennista slovacco.
I suoi migliori ranking ATP sono stati il 93º in singolare, raggiunto nel febbraio 2020, e il 69º in doppio del luglio 2016. Ha debuttato nella squadra slovacca di Coppa Davis nel 2013 e ha rappresentato il suo paese ai Giochi olimpici di Rio de Janeiro del 2016.
Vanta diversi titoli conquistati nei circuiti Challenger e ITF sia in singolare che in doppio. Il suo miglior risultato in un torneo ATP è stata la finale raggiunta nel luglio 2016 al Croatia Open Umag di Umago, persa contro Fabio Fognini. Tra gli juniores ha raggiunto l'ottava posizione del ranking ITF il 1º gennaio 2007. In coppia con il connazionale Martin Kližan ha raggiunto la finale del torneo di doppio juniores a Wimbledon 2006.

## Statistiche

### Singolare

#### Finali perse (1)
| Legenda              |
| Grande Slam (0)      |
| ATP Finals (0)       |
| ATP Masters 1000 (0) |
| ATP Tour 500 (0)     |
| ATP Tour 250 (1)     |

| Nº | Data           | Torneo                   | Superficie  | Avversario in finale | Punteggio |
| 1. | 24 luglio 2016 | Croatia Open Umag, Umago | Terra rossa | Fabio Fognini        | 4-6, 1-6  |

### Doppio

#### Finali perse (1)
| Legenda doppio       |
| Grande Slam (0)      |
| ATP Finals (0)       |
| ATP Masters 1000 (0) |
| ATP Tour 500 (0)     |
| ATP Tour 250 (1)     |

| N. | Data            | Torneo                | Superficie  | Compagno                 | Avversari in Finale              | Punteggio |
| 1. | 6 febbraio 2022 | Córdoba Open, Cordoba | Terra rossa | Tristan-Samuel Weissborn | Santiago González Andrés Molteni | 5-7, 3-6  |

### Tornei minori

#### Singolare

##### Vittorie (22)
| Legenda          |
| Challengers (12) |
| Futures (10)     |

| Nº  | Data            | Torneo                                                   | Superficie  | Avversario in finale     | Punteggio        |
| 1.  | 31 maggio 2009  | Slovenia F1, Domžale                                     | Terra rossa | Dusan Lojda              | 6-3, 5-7, 7-6(5) |
| 2.  | 25 luglio 2009  | Austria F6, Kramsach                                     | Terra rossa | Janez Semrajč            | 4-6, 6-3, 6-4    |
| 3.  | 30 gennaio 2010 | Israel F1, Eilat                                         | Cemento     | Todd Paul                | 6-2, 6-2         |
| 4.  | 6 febbraio 2010 | Israel F2, Eilat                                         | Cemento     | Zhang Ze                 | 6-1, 6-1         |
| 5.  | 20 marzo 2010   | Great Britain F4, Bath                                   | Cemento     | Igor Sijsling            | 2-6, 6-2, 7-6(4) |
| 6.  | 14 agosto 2010  | Samarkand Challenger, Samarcanda                         | Terra rossa | Marek Semjan             | 6-4, 7-5         |
| 7.  | 5 marzo 2012    | Portugal F2, Faro                                        | Cemento     | Daniel Smethurst         | 6-2, 6-2         |
| 8.  | 30 luglio 2012  | Czech Rep. F3, Jablonec nad Nisou                        | Terra rossa | Jaroslav Pospíšil        | 6-4, 6-2         |
| 9.  | 30 luglio 2012  | Slovakia F1, Piešťany                                    | Terra rossa | Miloslav Mečíř, Jr.      | 1-6, 7-6(5), 6-1 |
| 10. | 8 ottobre 2012  | Croatia F10, Salona                                      | Terra rossa | Jaroslav Pospíšil        | 6-2, 6-2         |
| 11. | 15 ottobre 2012 | Croatia F11, Ragusa                                      | Terra rossa | Dusan Lojda              | 7-5, 3-6, 6-1    |
| 12. | 15 aprile 2013  | Copa Internacional de Tenis de Mexico, Città del Messico | Terra rossa | Adrian Mannarino         | 4-6, 6-4, 6-1    |
| 13. | 14 luglio 2013  | San Benedetto Tennis Cup, San Benedetto del Tronto       | Terra rossa | João Sousa               | 6-4, 6-3         |
| 14. | 15 luglio 2014  | Liberec Open, Liberec                                    | Terra rossa | Horacio Zeballos         | 1-6, 6-1, 6-4    |
| 15. | 5 luglio 2015   | Padova Challenger, Padova                                | Terra rossa | Albert Montañés          | 0-6, 6-4, 7-6(6) |
| 16. | 2 agosto 2015   | Biella Challenger, Biella                                | Terra rossa | Nicolás Kicker           | 6-4, 6-2         |
| 17. | 16 aprile 2017  | San Luis Potosí Challenger, San Luis Potosí              | Terra rossa | Adrián Menéndez Maceiras | 7-5, 6-4         |
| 18. | 30 luglio 2017  | Prague Open, Praga                                       | Terra rossa | Yannick Maden            | 7-6(3), 6-3      |
| 19. | 5 agosto 2018   | Liberec Open, Liberec                                    | Terra rossa | Pedro Sousa              | 6-1, 6-2         |
| 20. | 28 aprile 2019  | ATP Challenger China International Nanchang, Nanchang    | Terra rossa | Jordan Thompson          | 6-4, 1-6, 6-3    |
| 21. | 12 maggio 2019  | Shymkent Challenger, Shymkent                            | Terra rossa | Dmitry Popko             | 5-7, 6-4, 6-4    |
| 22. | 16 giugno 2019  | Shymkent Challenger, Shymkent                            | Terra rossa | Stefano Travaglia        | 6-4, 6-4         |

##### Finali perse (13)
| Legenda         |
| Challengers (8) |
| Futures (5)     |

| Nº  | Data              | Torneo                                               | Superficie  | Avversario in finale | Punteggio     |
| 1.  | giugno 2008       | Czech Rep. F4, Karlovy Vary                          | Terra rossa | Michal Tabara        | 4-6, 2-6      |
| 2.  | agosto 2008       | Slovak Rep. F2, Piešťany                             | Terra rossa | Dušan Lojda          | 1-6, 3-6      |
| 3.  | luglio 2009       | Austria F4, Vandans                                  | Terra rossa | Johannes Ager        | 2-6, 0-6      |
| 4.  | marzo 2012        | Croatia F3, Umago                                    | Terra rossa | Marco Cecchinato     | 3-6, 4-6      |
| 5.  | 5 gennaio 2013    | Internationaux de Nouvelle-Calédonie, Nouméa         | Cemento     | Adrian Mannarino     | 4-6, 3-6      |
| 6.  | 23 giugno 2013    | Aspria Tennis Cup, Milano                            | Terra rossa | Filippo Volandri     | 3-6, 2-6      |
| 7.  | 9 agosto 2015     | Liberec Open, Liberec                                | Terra rossa | Tobias Kamke         | 6(8)-7, 4-6   |
| 8.  | 1 novembre 2015   | Lima Challenger, Lima                                | Terra rossa | Gastão Elias         | 2-6, 6(7)-7   |
| 9.  | 23 giugno 2013    | Internazionali di Tennis Città dell'Aquila, L'Aquila | Terra rossa | Andrea Collarini     | 3-6, 1-6      |
| 10. | 1º settembre 2019 | Città di Como Challenger, Como                       | Terra rossa | Facundo Mena         | 6-2, 4-6, 1-6 |
| 11. | 23 novembre 2020  | Challenger Ciudad de Guayaquil, Guayaquil            | Terra rossa | Francisco Cerúndolo  | 4-6, 6-3, 2-6 |
| 12. | 15 maggio 2022    | Heilbronner Neckarcup, Heilbronn                     | Terra rossa | Daniel Altmaier      | 6-3, 1-6, 4-6 |
| 13. | 2 marzo 2025      | Rwanda Challenger, Kigali                            | Terra rossa | Valentin Royer       | 1-6, 2-6      |

#### Doppio

##### Vittorie (23)
| Legenda          |
| Challengers (15) |
| Futures (8)      |

| Nº  | Data              | Torneo                                              | Superficie    | Compagno                 | Avversari in finale                                 | Punteggio           |
| 1.  | 25 gennaio 2009   | Austria F1, Bergheim                                | Sintetico (i) | Aljaž Bedene             | Gerald Melzer Nicolas Reissig                       | 6-3, 6-2            |
| 2.  | 18 ottobre 2009   | Egypt F14, Il Cairo                                 | Terra rossa   | Jaroslav Pospíšil        | Alexander Flock Gero Kretschmer                     | 3-6, 6-2, [10-6]    |
| 3.  | 28 novembre 2009  | Czech Rep. F5, Opava                                | Sintetico (i) | Roman Jebavý             | Jaroslav Pospíšil Pavel Šnobel                      | 7-6(2), 6-4         |
| 4.  | 30 gennaio 2010   | Israel F1, Eilat                                    | Cemento       | Miloslav Mečíř Jr.       | Wu Di Zhang Ze                                      | 6-2, 6-3            |
| 5.  | 12 marzo 2010     | Great Britain F3, Tipton                            | Cemento (i)   | Kamil Čapkovič           | Olivier Charroin Ludovic Walter                     | 6-0, 6-2            |
| 6.  | 19 marzo 2010     | Great Britain F4, Bath                              | Cemento (i)   | Kamil Čapkovič           | Tim Bradshaw John Millman                           | 7-6(1), 6-3         |
| 7.  | 5 marzo 2012      | Portugal F2, Faro                                   | Cemento       | Adrian Sikora            | Hugo Dellien Federico Zeballos                      | 6-1, 6-2            |
| 8.  | 12 marzo 2012     | Croatia F3, Umago                                   | Cemento       | Roman Jebavý             | Marin Draganja Dino Marcan                          | 6-3, 7-5            |
| 9.  | 4 febbraio 2013   | Internazionali di Tennis di Bergamo, Bergamo        | Cemento (i)   | Karol Beck               | Claudio Grassi Amir Weintraub                       | 6-3, 3-6, 10-8      |
| 10. | 23 febbraio 2014  | Morelos Open, Cuernavaca                            | Cemento       | Gerald Melzer            | Alejandro Moreno Figueroa Miguel Angel Reyes-Varela | 6-2, 6-4            |
| 11. | 1º giugno 2014    | Internazionali Città di Vicenza, Vicenza            | Terra rossa   | Igor Zelenay             | Mateusz Kowalczyk Blazej Koniusz                    | 6-1, 7-5            |
| 12. | 3 maggio 2015     | Ostrava Open, Ostrava                               | Terra rossa   | Hans Podlipnik-Castillo  | Roman Jebavý Jan Satral                             | 4-6, 7-5, [10-1]    |
| 13. | 2 agosto 2015     | Biella Challenger, Biella                           | Terra rossa   | Hans Podlipnik-Castillo  | Alexandru-Daniel Carpen Dino Marcan                 | 7-5, 1-6 [10-8]     |
| 14. | 9 agosto 2015     | Liberec Open, Liberec                               | Terra rossa   | Hans Podlipnik-Castillo  | Wesley Koolhof Matwé Middelkoop                     | 7-5 6(3)-7, [10-5]  |
| 15. | 23 agosto 2015    | Internazionali del Friuli Venezia Giulia, Cordenons | Terra rossa   | Igor Zelenay             | Dino Marcan Antonio Sancic                          | 6-4, 5-7, [10-8]    |
| 16. | 1 novembre 2015   | Lima Challenger, Lima                               | Terra rossa   | Hans Podlipnik-Castillo  | Rogério Dutra da Silva João Souza                   | 6-3, 6-4            |
| 17. | 22 novembre 2015  | Uruguay Open, Montevideo                            | Terra rossa   | Hans Podlipnik-Castillo  | Marcelo Demoliner Gastão Elias                      | 6-4, 3-6, [10-6]    |
| 18. | 24 aprile 2016    | ATP Challenger Torino, Torino                       | Terra rossa   | Hans Podlipnik-Castillo  | Rameez Junaid Mateusz Kowalczyk                     | 4-6, 7-6(3) [12-10] |
| 19. | 4 settembre 2016  | Città di Como Challenger, Como                      | Terra rossa   | Roman Jebavý             | Nils Langer Gerald Melzer                           | 3-6, 6-1, [10-5]    |
| 20. | 15 ottobre 2016   | Morocco Tennis Tour - Casablanca II, Casablanca     | Terra rossa   | Roman Jebavý             | Dino Marcan Antonio Sancic                          | 6-4, 6-2            |
| 21. | 16 settembre 2018 | Banja Luka Challenger, Banja Luka                   | Terra rossa   | Hans Podlipnik-Castillo  | Laurynas Grigelis Alessandro Motti                  | 7-5, 4-6, [10-7]    |
| 22. | 9 giugno 2019     | Almaty Challenger, Almaty                           | Terra rossa   | Hans Podlipnik-Castillo  | Gonçalo Oliveira Andrėj Vasileŭski                  | 7-6(4), 3-6, [10-8] |
| 23. | 23 ottobre 2021   | Lošinj Open, Lussino                                | Terra rossa   | Tristan-Samuel Weissborn | Victor Vlad Cornea Ergi Kırkın                      | 6-1, 7-6(5)         |

##### Finali perse (16)
| Legenda          |
| Challengers (11) |
| Futures (5)      |

| Nº  | Data              | Torneo                                              | Superficie      | Compagno                 | Avversari in finale              | Punteggio           |
| 1.  | agosto 2007       | Slovak Rep. F1, Žilina                              | Terra rossa     | Adrian Sikora            | Jakub Čech Filip Zeman           | 7-6(3), 6(4)-7, 3-6 |
| 2.  | novembre 2007     | Iran F4, Kish                                       | Terra rossa     | Marek Semjan             | Attila Balázs György Balázs      | 3-6, 6(6)-7         |
| 3.  | giugno 2008       | Czech Rep. F4, Karlovy Vary                         | Terra rossa     | Miloslav Mečíř Jr        | Kornél Bardóczky Martin Vacek    | w/o                 |
| 4.  | febbraio 2010     | Israel F2, Eilat                                    | Cemento         | Miloslav Mečíř Jr        | Cory Parr Todd Paul              | 6-3, 3-6, [5-10]    |
| 5.  | ottobre 2012      | Croatia F10, Solin                                  | Terra rossa     | Jaroslav Pospíšil        | Mate Delić Tomislav Draganja     | 3-6, 6-4, [9-11]    |
| 6.  | 13 settembre 2015 | Trophée des Alpilles, Saint-Rémy-de-Provence        | Cemento         | Igor Zelenay             | Ken Skupski Neal Skupski         | 4-6, 1-6            |
| 7.  | 25 ottobre 2015   | Santiago Challenger 2, Santiago del Cile            | Terra rossa     | Hans Podlipnik-Castillo  | Guillermo Durán Máximo González  | 6(2)-7, 5-7         |
| 8.  | 5 giugno 2016     | Franken Challenge, Fürth                            | Terra rossa     | Tristan-Samuel Weissborn | Facundo Argüello Roberto Maytín  | 3-6, 4-6            |
| 9.  | 18 giugno 2016    | Poprad-Tatry ATP Challenger Tour, Poprad            | Terra rossa     | Lukáš Dlouhý             | Ariel Behar Andrej Golubev       | 2-6, 7-5, [5-10]    |
| 10. | 31 luglio 2016    | Biella Challenger, Biella                           | Terra rossa     | Hans Podlipnik-Castillo  | Andre Begemann Leander Paes      | 4-6, 4-6            |
| 11. | 8 ottobre 2016    | Mohammedia Open, Mohammedia                         | Terra rossa     | Roman Jebavý             | Dino Marcan Antonio Šančić       | 6(3)-7, 4-6         |
| 12. | 6 novembre 2016   | Challenger Eckental, Eckental                       | Sintetico (i)   | Roman Jebavý             | Kevin Krawietz Albano Olivetti   | 7-6(8), 4-6, [7-10] |
| 13. | 19 agosto 2018    | Internazionali del Friuli Venezia Giulia, Cordenons | Terra rossa     | Daniel Muñoz de la Nava  | Denys Molčanov Igor Zelenay      | 6-3, 3-6, [9-11]    |
| 14. | 11 dicembre 2021  | Maia Challenger I, Maia                             | Terra rossa (i) | Gonçalo Oliveira         | Nuno Borges Francisco Cabral     | 3-6, 4-6            |
| 15. | 29 gennaio 2022   | Santa Cruz Challenger, Santa Cruz de la Sierra      | Terra rossa     | Tristan-Samuel Weissborn | Diego Hidalgo Cristian Rodríguez | 6-4, 3-6, [8-10]    |
| 16. | 3 giugno 2022     | Czech Open, Prostějov                               | Terra rossa     | Roman Jebavý             | Yuki Bhambri Saketh Myneni       | 3-6, 5-7            |